# سلطان (اسب)
سلطان (به انگلیسی: Sultan) یک اسب تروبرد اصیل بریتانیایی و یک سلطان پیشگام در شش فصل متوالی در انگلیس و ایرلند بود که تا سن ۸ سالگی مسابقه می‌داد.

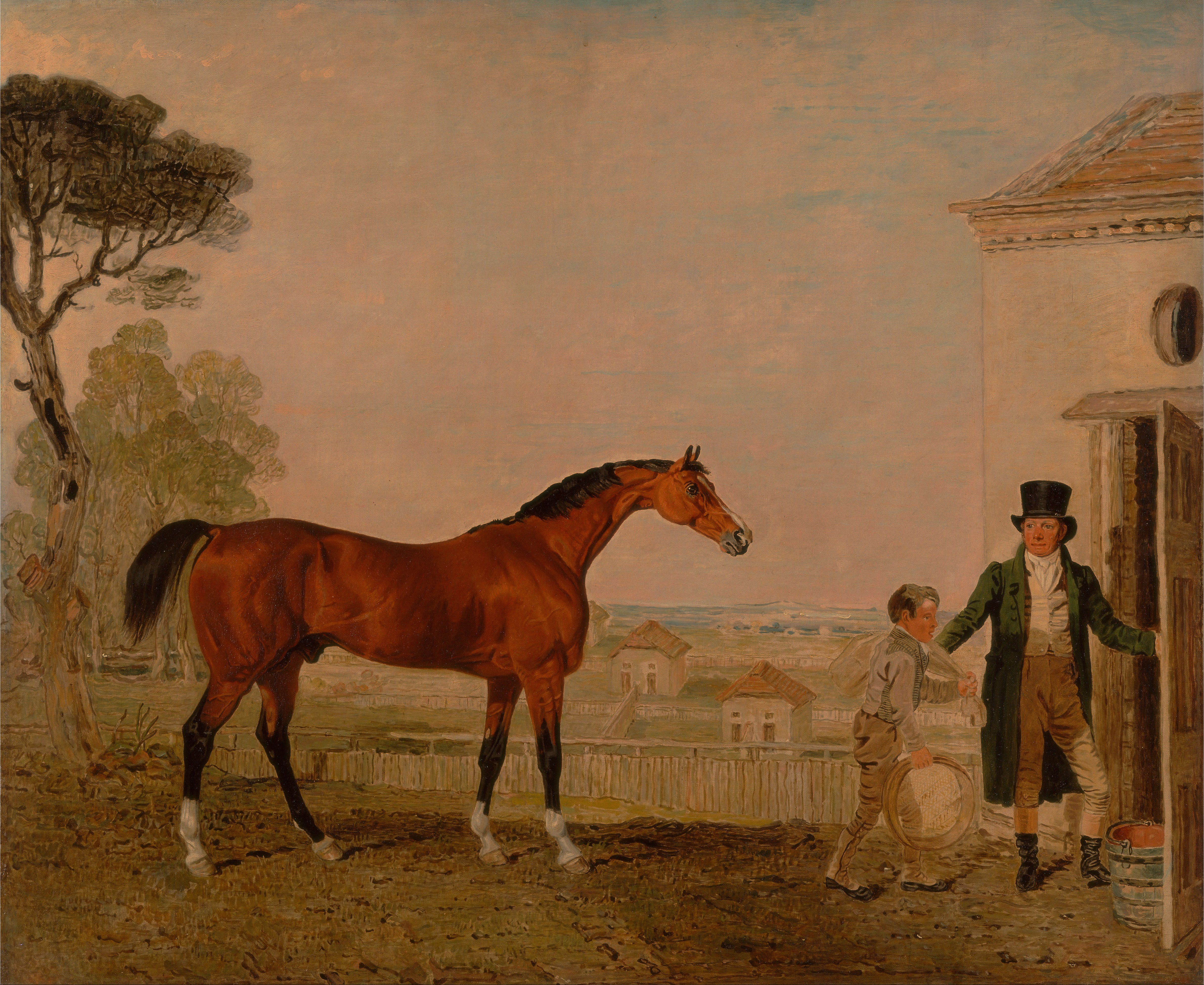
سلطان در گلدان اکستر

سلطان سپس به مزرعه گل میخ مارکیز در بورگلی بازنشسته شد. وی شش سال متوالی (۱۸۳۷–۱۸۳۲) به عنوان رهبر برجسته در انگلیس و ایرلند شناخته شد.